# Sara Verteramo
Sara Verteramo (Torino, 7 maggio 2002) è una pesista italiana.

## Biografia
Nata a Torino, ha iniziato a praticare atletica leggera insieme alla sorella maggiore Chiara, iniziando con le prove multiple per poi specializzarsi nel getto del peso a 16 anni.
Nel 2024 supera per la prima volta i 16 metri e conquista il titolo italiano a La Spezia. A Febbraio 2025 grazie alla vittoria del titolo italiano indoor, viene convocata per la prima volta nella nazionale maggiore per partecipare alla Coppa Europa di Lanci di Nicosia a Cipro, dove giunge decima

## Progressione

### Getto del peso
| Stagione | Misura     | Luogo   | Data      | Rank. Mond. |
| -------- | ---------- | ------- | --------- | ----------- |
| 2025     | 16,33 m(i) | Ancona  | 23-2-2025 |             |
| 2024     | 16,32 m    | Mondovì | 11-5-2024 |             |
| 2023     | 15,56 m    | Bergamo | 10-6-2023 |             |
| 2022     | 14,38 m    | Sassari | 18-6-2022 |             |
| 2021     | 13,84 m    | Novara  | 5-6-2021  |             |
| 2020     | 13,29 m    | Donnas  | 5-9-2020  |             |
| 2019     | 12,88 m(i) | Ancona  | 16-2-2019 |             |
| 2018     | 12,66 m    | Pescara | 9-9-2018  |             |

## Palmarès
| Anno | Manifestazione | Sede  | Evento         | Risultato | Prestazione | Note  |
| ---- | -------------- | ----- | -------------- | --------- | ----------- | ----- |
| 2023 | Europei U23    | Espoo | Getto del peso | 9ª        | 14,31 m     | [ 5 ] |

## Campionati nazionali
- 1 volta campionessa nazionale assoluta del getto del peso (2024)
- 1 volta campionessa nazionale assoluta del getto del peso indoor (2025)
- 2 volte campionessa nazionale promesse del getto del peso (2023, 2024)
- 2 volte campionessa nazionale promesse indoor del getto del peso (2022, 2023)
- 2 volte campionessa nazionale allieva indoor del getto del peso (2018, 2019)

2018
- Oro ai campionati italiani allievi indoor (Ancona), getto del peso - 14,36 m
- Argento ai campionati italiani allievi (Rieti), getto del peso - 14,30 m
- Argento ai campionati italiani allievi (Rieti), lancio del disco - 42,66 m
- 9ª ai campionati italiani assoluti (Pescara), getto del peso - 12,66 m[6]
- 18ª nelle qualificazioni ai campionati italiani assoluti (Pescara), lancio del disco - 37,50 m[7]

2019
- Oro ai campionati italiani allievi indoor (Ancona), getto del peso - 15,36 m
- 7ª ai campionati italiani assoluti indoor (Ancona), getto del peso - 12,88 m
- 4ª ai campionati italiani allievi (Agropoli), getto del peso - 14,28 m
- 10ª nelle qualificazioni ai campionati italiani assoluti (Bressanone), getto del peso - 12,22 m[8]
- 23ª nelle qualificazioni ai campionati italiani assoluti (Bressanone), lancio del disco - 38,27 m[9]

2020
- 5ª ai campionati italiani juniores indoor (Grosseto), getto del peso - 12,09 m
- 4ª ai campionati italiani juniores (Grosseto), getto del peso - 12,82 m
- 9ª ai campionati italiani juniores (Grosseto), lancio del disco - 37,25 m
- 14ª nelle qualificazioni ai campionati italiani assoluti (Padova), getto del peso - 12,41 m[10]
- 18ª nelle qualificazioni ai campionati italiani assoluti (Padova), lancio del disco - 39,61 m[10]

2021
- 6ª ai campionati italiani juniores indoor (Grosseto), getto del peso - 11,83 m
- 9ª ai campionati italiani assoluti indoor (Ancona), getto del peso - 12,82 m
- Bronzo ai campionati italiani juniores (Grosseto), getto del peso - 13,30 m
- 7ª ai campionati italiani assoluti (Rovereto), getto del peso - 13,71 m

2022
- Oro ai campionati italiani promesse indoor (Ancona), getto del peso - 14,08 m
- 8ª ai campionati italiani assoluti indoor (Ancona), getto del peso - 13,78 m[11]
- Argento ai campionati italiani promesse (Firenze), getto del peso - 14,25 m
- 7º ai campionati italiani promesse (Firenze), lancio del disco - 42,35 m
- 7ª ai campionati italiani assoluti (Rieti), getto del peso - 13,91 m[12]

2023
- Oro ai campionati italiani promesse indoor (Ancona), getto del peso - 15,25 m
- 4ª ai campionati italiani assoluti indoor (Ancona), getto del peso - 14,83 m[13]
- Oro ai campionati italiani promesse (Agropoli), getto del peso - 15,18 m
- Bronzo ai campionati italiani assoluti (Molfetta), getto del peso - 15,29 m[14]

2024
- Argento ai campionati italiani promesse indoor (Ancona), getto del peso - 15,66 m
- Bronzo ai campionati italiani assoluti indoor (Ancona), getto del peso - 15,03 m[15]
- Oro ai campionati italiani assoluti (La Spezia), getto del peso - 15,98 m[16]
- Oro ai campionati italiani promesse (Rieti), getto del peso - 15,29 m
- 6ª ai campionati italiani promesse (Rieti), lancio del disco - 46,28 m

2025
- Oro ai campionati italiani assoluti indoor (Ancona), getto del peso - 16,33 m [17]
- Argento ai campionati italiani assoluti (Caorle), getto del peso - 15,41 m

## Altre competizioni internazionali
2024
- 10ª alla Coppa Europa di lanci U23 ( Leiria), Getto del peso - 16,13 m

2025
- 10ª alla Coppa Europa di lanci ( Nicosia), Getto del peso - 16,13 m[18]
- Campionati europei a squadre di atletica leggera ( Madrid)